# Lisa Schütze
Lisa Schütze (5 de outubro de 1996) é uma jogadora de hóquei sobre a grama alemã, medalhista olímpica.

## Carreira
Lisa Schütze integrou o elenco da Seleção Alemã Feminina de Hóquei Sobre Grama, nas Olimpíadas de 2016, conquistando a medalha de bronze.